# Melaleuca leptospermoides
Melaleuca leptospermoides är en myrtenväxtart som beskrevs av Johannes Conrad Schauer. Melaleuca leptospermoides ingår i släktet Melaleuca och familjen myrtenväxter. Inga underarter finns listade i Catalogue of Life.